# Liodessus bordoni
Liodessus bordoni là một loài bọ cánh cứng trong họ Bọ nước. Loài này được Pederzani miêu tả khoa học năm 2001.